# جيم ديني
جيم ديني (بالإنجليزية: Jim Denney)‏ هو متزلج قفز أمريكي، ولد في 5 يوليو 1983 في دولوث في الولايات المتحدة.

## وصلات خارجية
- جيم ديني على موقع الاتحاد الدولي للتزلج (القفز التزلجي) (الإنجليزية)
- جيم ديني على موقع أوليمبيديا (الإنجليزية)